# 金炯吉
金 炯吉（キム・ヒョンギル、朝鮮語: 김형길、生年不詳 - ）は、朝鮮民主主義人民共和国の外交官。メキシコ駐在北朝鮮大使（代不明）。

## 経歴
生年や出身地、これまでの詳細な経歴は不明。2015年にメキシコ駐在北朝鮮大使に任命された。2017年9月、メキシコにより『ペルソナ・ノン・グラータ』とされ、国外追放処分となったため、帰国した。